# Зонтик для коктейля

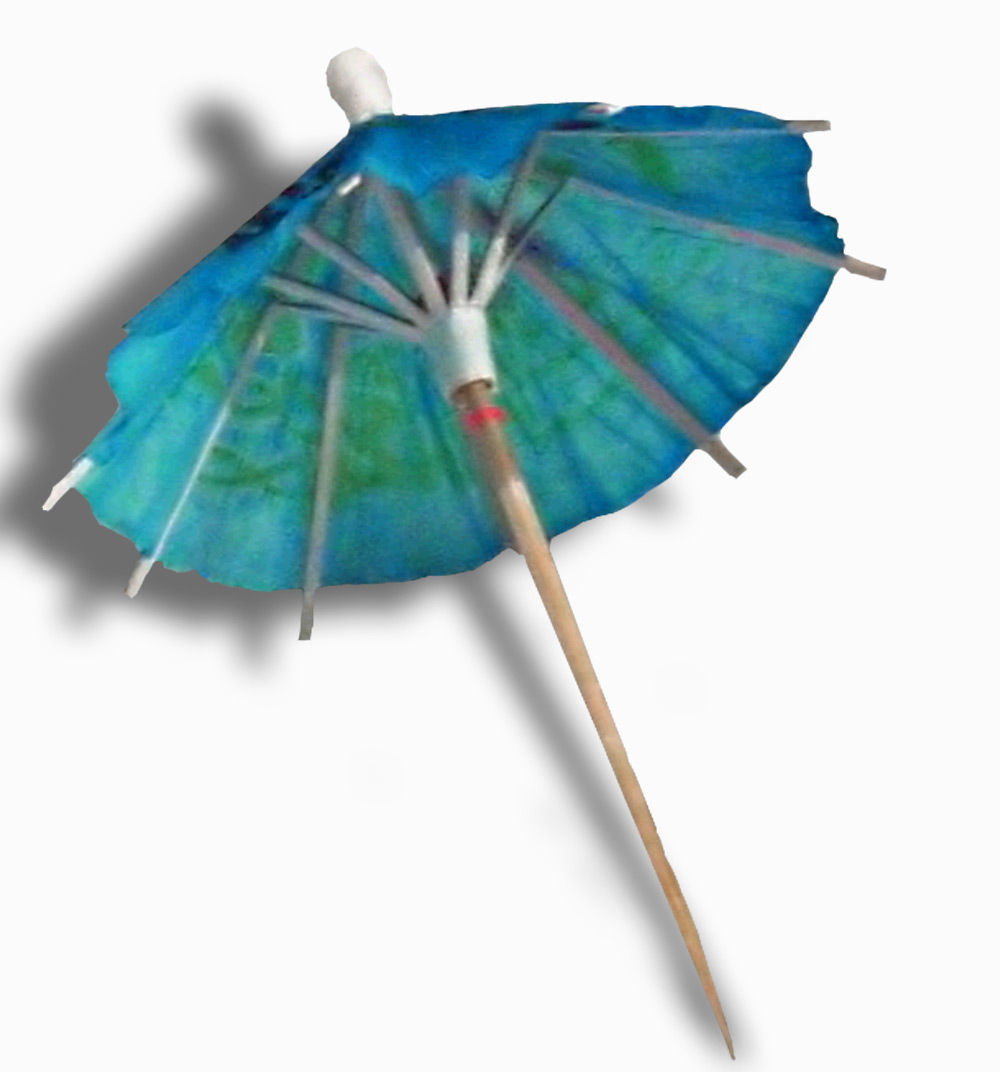
Зонтик для коктейля, сделанный из бумаги

Зонтик для коктейля представляет собой небольшой (около 10 сантиметров) складной зонт из цветной бумаги, картона и зубочистки; применяется для украшения коктейлей, мороженого, десертов. Обычно зонтик можно складывать и раскладывать.

## История возникновения

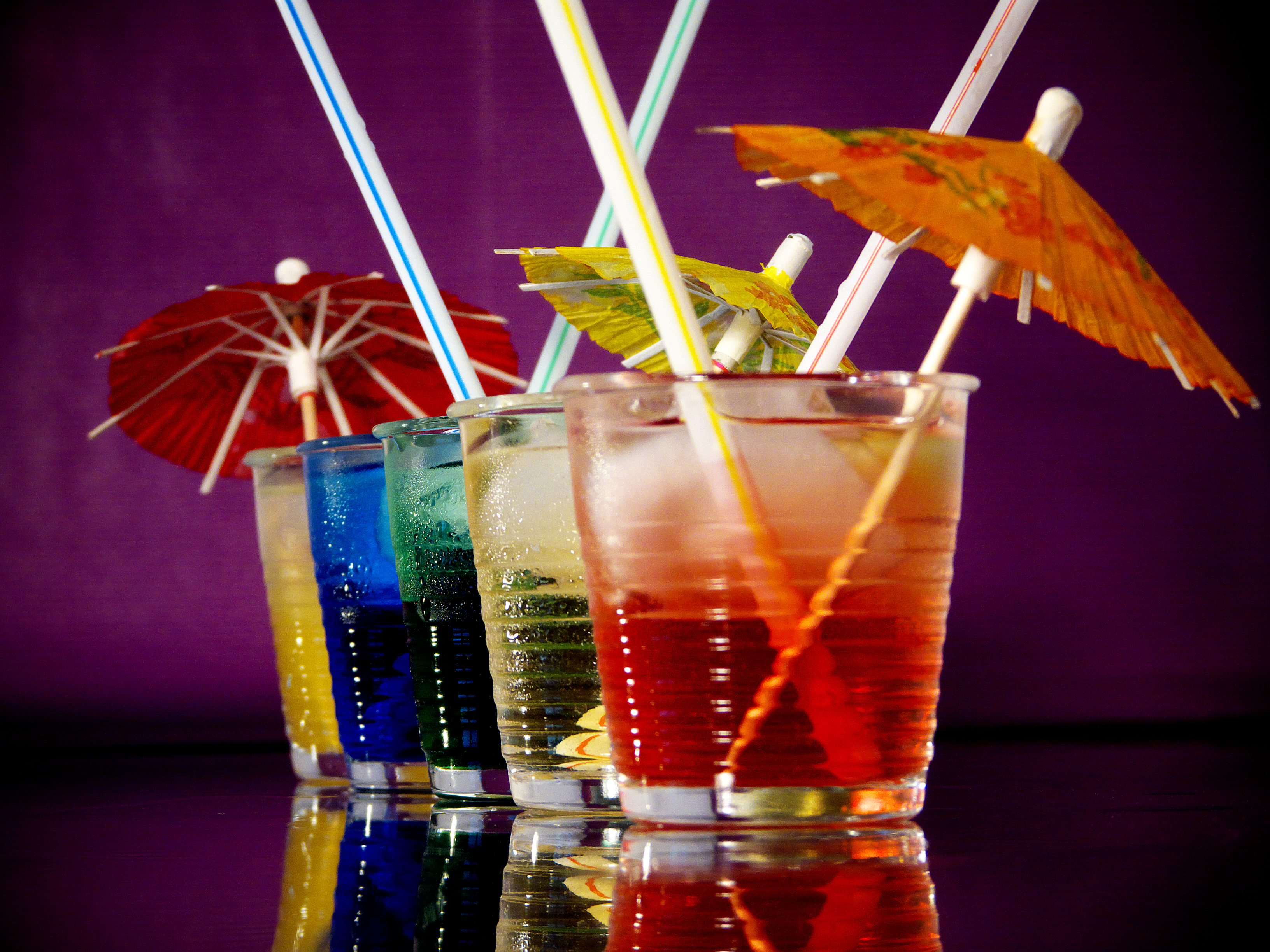
Коктейли с зонтиками

Точная дата изобретения зонтика для коктейля неизвестна. Считается, что в 1930-х годах изобрел зонтик Трейдер Вик (Виктор Бержерон), владелец сети тики-баров в Америке. Некоторые исследователи считают, что это произошло в конце 1950-х годов и приписывают изобретение бармену по имени Гарри Йи (Harry Yee) (бар Hilton Waikiki, Гавайи). Существует предположение, что зонтики для коктейлей были маркетинговой уловкой, чтобы привлечь в бары женщин.

## Конструкция и производство
Обычно зонтик для коктейля изготавливают из разноцветной декоративной бумаги, картона, зубочистки. Зонтик складывается в 16 или более секций. По данным издания Ведомости (на 2009 год), в России зонтики для коктейлей не производились и импортировались из других стран. 
Во многих зонтиках для коктейлей можно обнаружить применяемые для их производства старые китайские газеты. Чтобы найти их, надо снять верхнюю часть зонтика и распутать небольшой лист бумаги, расположенный на конце основания. По мнению журнала для путешественников Travel + Leisure, «секретное сообщение», содержащееся в коктейльном зонтике, может стать отличным поводом для беседы в баре.

## Защитные функции
По наблюдениям профессора Дэниэля Уэикса испарение паров алкоголя под солнечными лучами не происходит быстрее, чем в тени, если температура коктейля одинакова, поэтому алкоголь в коктейле со льдом находится в безопасности вне зависимости от наличия зонтика. Профессор химии Университета Беркли Питер Вольхардт утверждает, что после того как лёд тает и температура коктейля становится выше 0 °С, давление паров алкоголя вырастает и он более активно испаряется. Но, по его мнению, это заключение несущественно, потому что коктейли выпивают задолго до этого момента.